# Kościół Trójcy Świętej w Rokitnie
Kościół Trójcy Świętej – rzymskokatolicki kościół w Rokitnie, należący do parafii pod tym samym wezwaniem, zajmujący budynek dawnej cerkwi unickiej, a następnie prawosławnej.

## Historia
Pierwsze informacje o unickiej parafii w Rokitnie pochodzą z końca XVII w. W 1704 Trofim Zachor ufundował w miejscowości nową cerkiew, na miejscu której wzniesiono z kolei nową świątynię w latach 1852-1859. Wskutek likwidacji unickiej diecezji chełmskiej parafia przeszła do Rosyjskiego Kościoła Prawosławnego. W 1918 obiekt został zrewindykowany na rzecz Kościoła katolickiego, zaś rok później stał się parafialnym kościołem.

## Architektura
Dawna cerkiew w Rokitnie jest budowlą drewnianą (na ceglanej podmurówce), orientowaną, szalowaną. Została zbudowana na planie krzyża, jest trójdzielna. Przedsionek kościoła jest kwadratowy, wznosi się nad nim dwukondygnacyjna wieża o konstrukcji słupowej, zwieńczona czworoboczną latarnią z dachem hełmowym. Do pomieszczenia ołtarzowego przylegają dwie kwadratowe zakrystie. We wnętrzu obiektu znajduje się chór muzyczny, całość natomiast przykryta jest stropem ze ślepą kopułą nad nawą. Obiekt sakralny nakryto dachami dwuspadowymi ze ślepą latarnią w miejscu ich przecięcia; element ten wieńczy cebulasta kopuła.
Wystrój wnętrza pochodzi w większości z okresu, gdy budynek użytkowali katolicy obrządku łacińskiego. Po 1919 powstały ołtarze, do skonstruowania których wykorzystano znacznie starsze, osiemnastowieczne barokowe elementy. W miejscu obrazów w ołtarzach bocznych znajdują się oleodruki, jedynie w ołtarzu głównym wystawiono dla kultu XIX-wieczny obraz Trójcy Świętej, zaś w zwieńczeniach ołtarzy bocznych znajdują się unickie obrazy św. Józefa i św. Piotra. Z XVII w. pochodzi przechowywany w kościele obraz Chrystusa u słupa, zaś z 1704 – obraz przedstawiający Ukrzyżowanie adorowane przez czterech mężczyzn, w tym fundatora wzniesionej w wymienionym roku unickiej cerkwi. Na wyposażeniu świątyni pozostają dwa krucyfiksy – z XVIII i z XIX w. Monstrancja i kielichy mszalne powstały już po przejęciu obiektu przez katolików obrządku łacińskiego. Z wyposażenia cerkwi prawosławnej w kościele pozostał Grób Pański, użytkowany jako mensa ołtarzowa.
W sąsiedztwie świątyni znajduje się prawosławny nagrobek zmarłego w 1906 rosyjskiego generała Iwana Jazykowa-Poleszki.